# Reprezentacja Azerbejdżanu w piłce wodnej kobiet
Reprezentacja Azerbejdżanu w piłce wodnej kobiet – zespół, biorący udział w imieniu Azerbejdżanu w meczach i sportowych imprezach międzynarodowych w piłce wodnej, powoływany przez selekcjonera, w którym mogą występować wyłącznie zawodnicy posiadający obywatelstwo azerskie. Za jej funkcjonowanie odpowiedzialny jest Azerski Związek Pływacki (ASF), który jest członkiem Międzynarodowej Federacji Pływackiej.